# Ludvig Isak Lindqvist

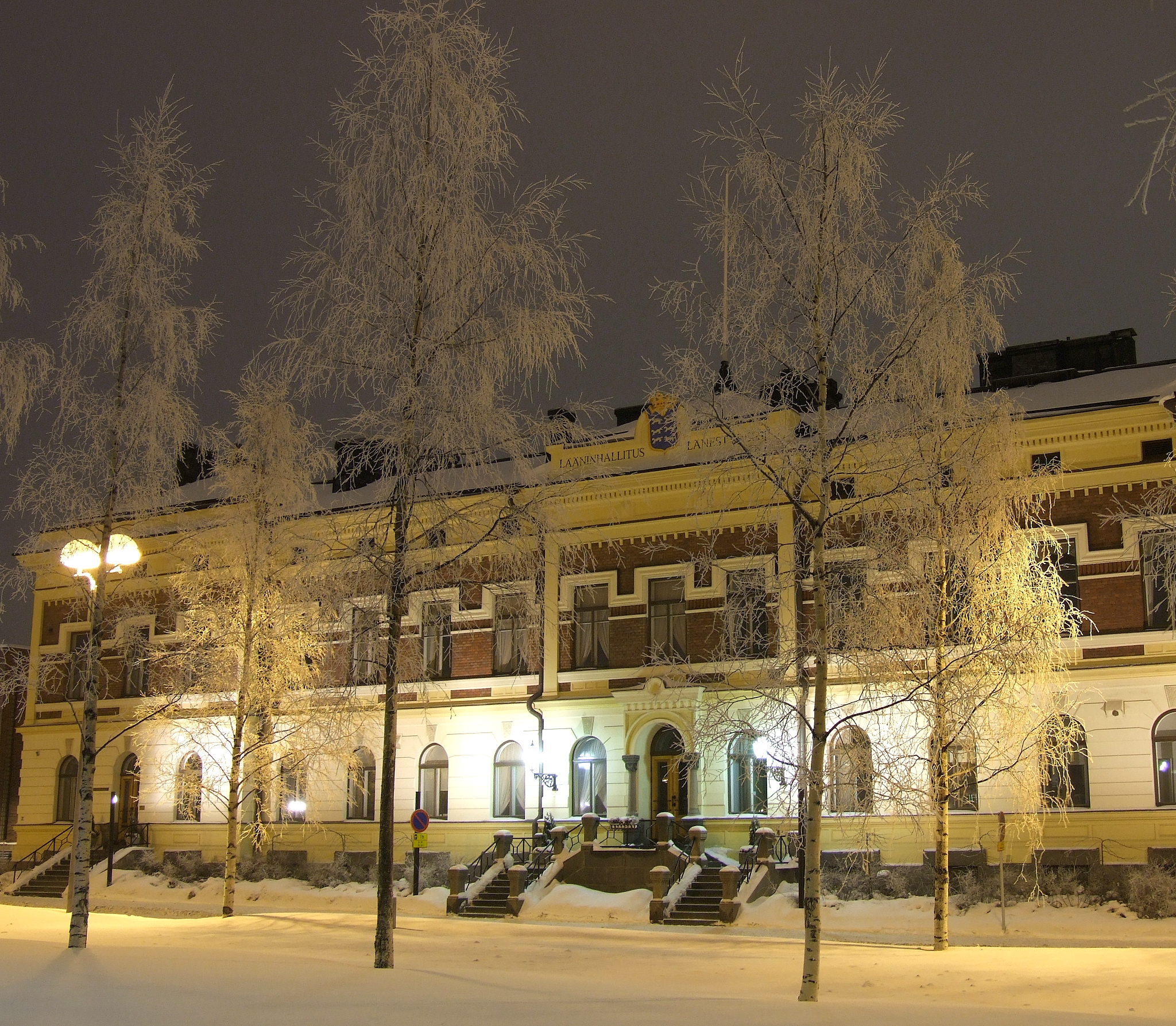
Bâtiment principal du conseil régional d'Oulu.

Ludvig Isak Lindqvist (né le 3 octobre 1827 à Nykarleby - décédé le 2 février 1894 à Helsinki, grand-duché de Finlande), est un architecte finlandais.

## Biographie
Diplômé de l'université d'Helsingfors en 1847, il commence son apprentissage à Turku comme assistant dans le cabinet de l'architecte régional Georg Theodor von Chiewitz. 
De 1855 à 1868, Lindqvist est architecte de la région d'Oulu. 
Il est surtout connu pour ses conceptions d'églises et d'hôpitaux.

## Ouvrages principaux

### Églises
- 1855 – Deuxième église d'Oulunsalo[1]
- 1859 – Église de Sodankylä
- 1861 – Église de Sievi
- 1864 – Église de Tervola
- 1871 – Église de Pihlajavesi, Keuruu[2]
- 1880 – Église de Jyväskylä
- 1882 – Église de Toivakka
- 1885 – Ancienne église de Taulumäki[3]
- 1889 – Église de Kärkölä
- 1881 - Église de Miehikkälä

### Autres ouvrages
- 1859 – Plan d'urbanisme de la ville de Kemi
- 1859 – Ancien presbytère de Keminmaa
- 1874 – Meritullinkatu 6, Helsinki
- 1882 – Manoir de Laitiala (fi)
- 1882 – Prison d'Oulu (fi)
- 1884 – Ancien musée de l'histoire de la pharmacie, Helsinki[4]
- 1885 – École européenne d'Helsinki, Bulevardi 18–20, Helsinki
- 1887 – Archevêché, Turku[5]
- 1890 – Bâtiment du conseil régional, Oulu [6]

## Galerie

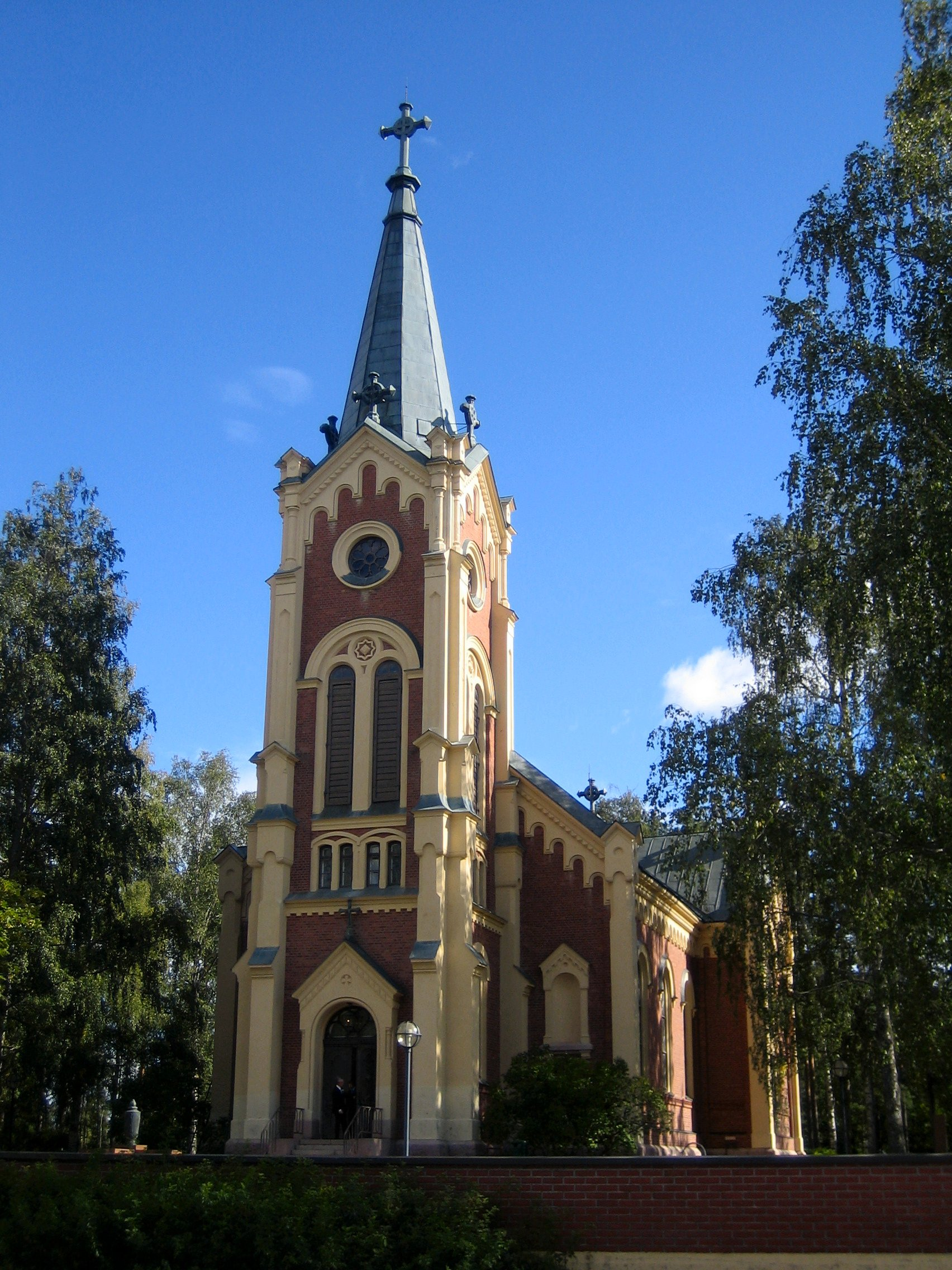
Église de Kärkölä.
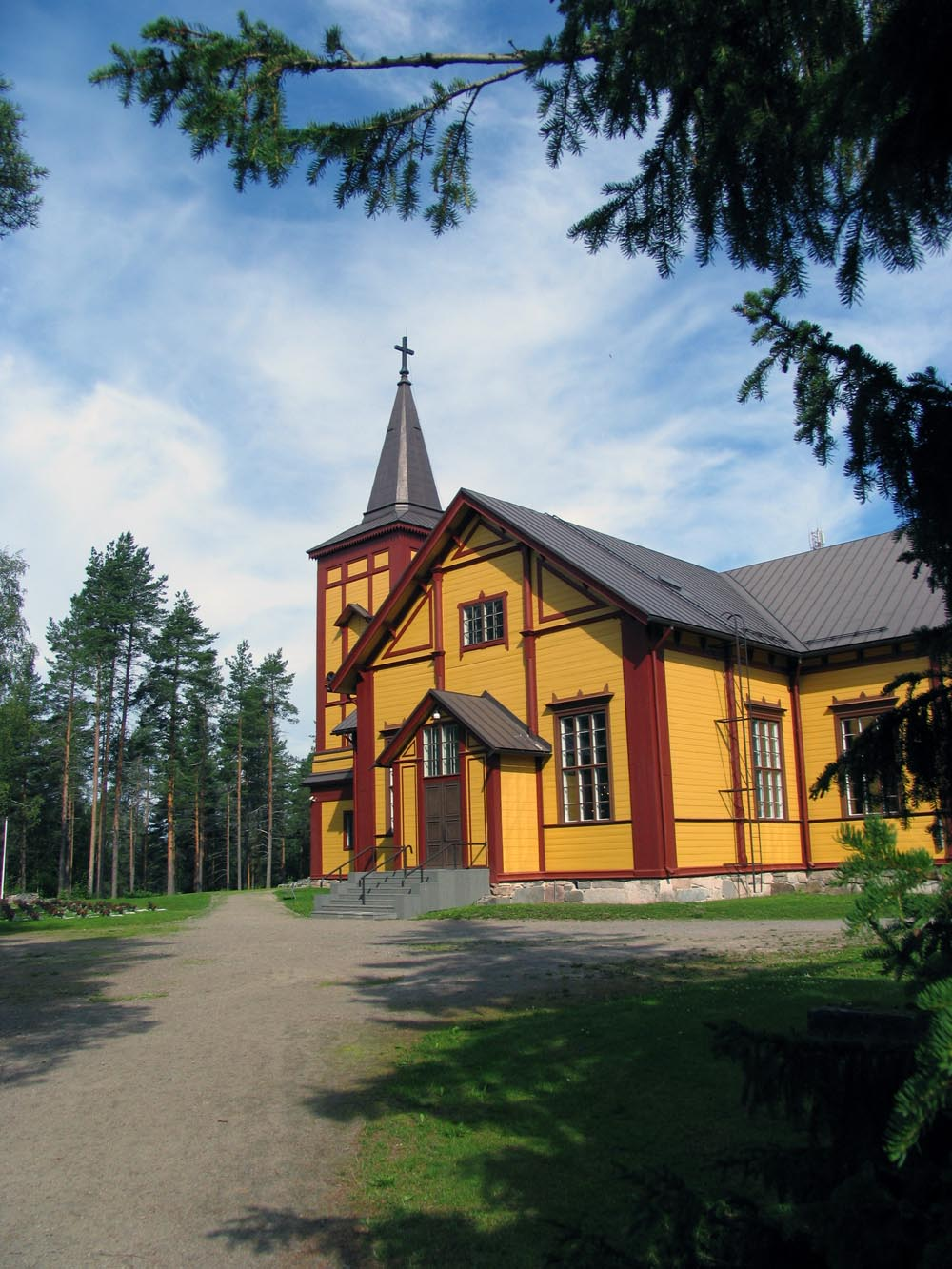
Église de Sievi.
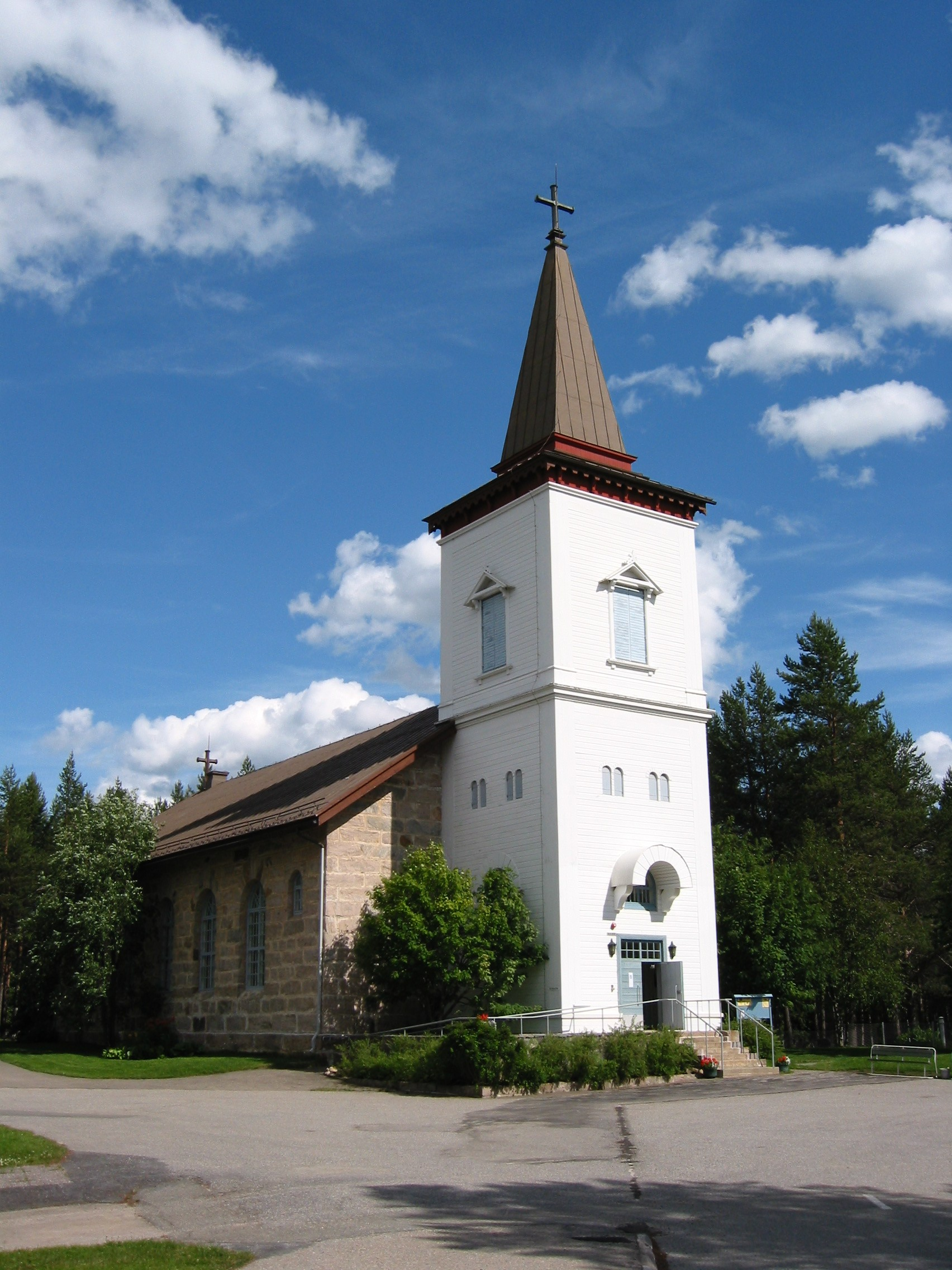
Nouvelle église de Sodankylä, 1859.
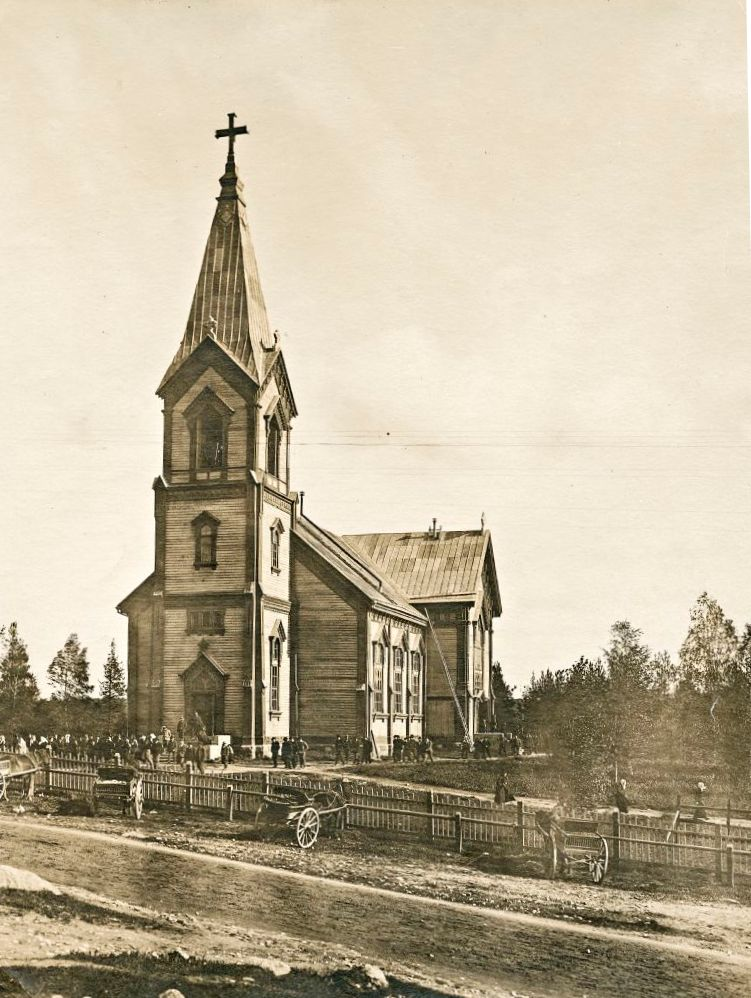
Ancienne église de Taulumäki à Jyväskylä.
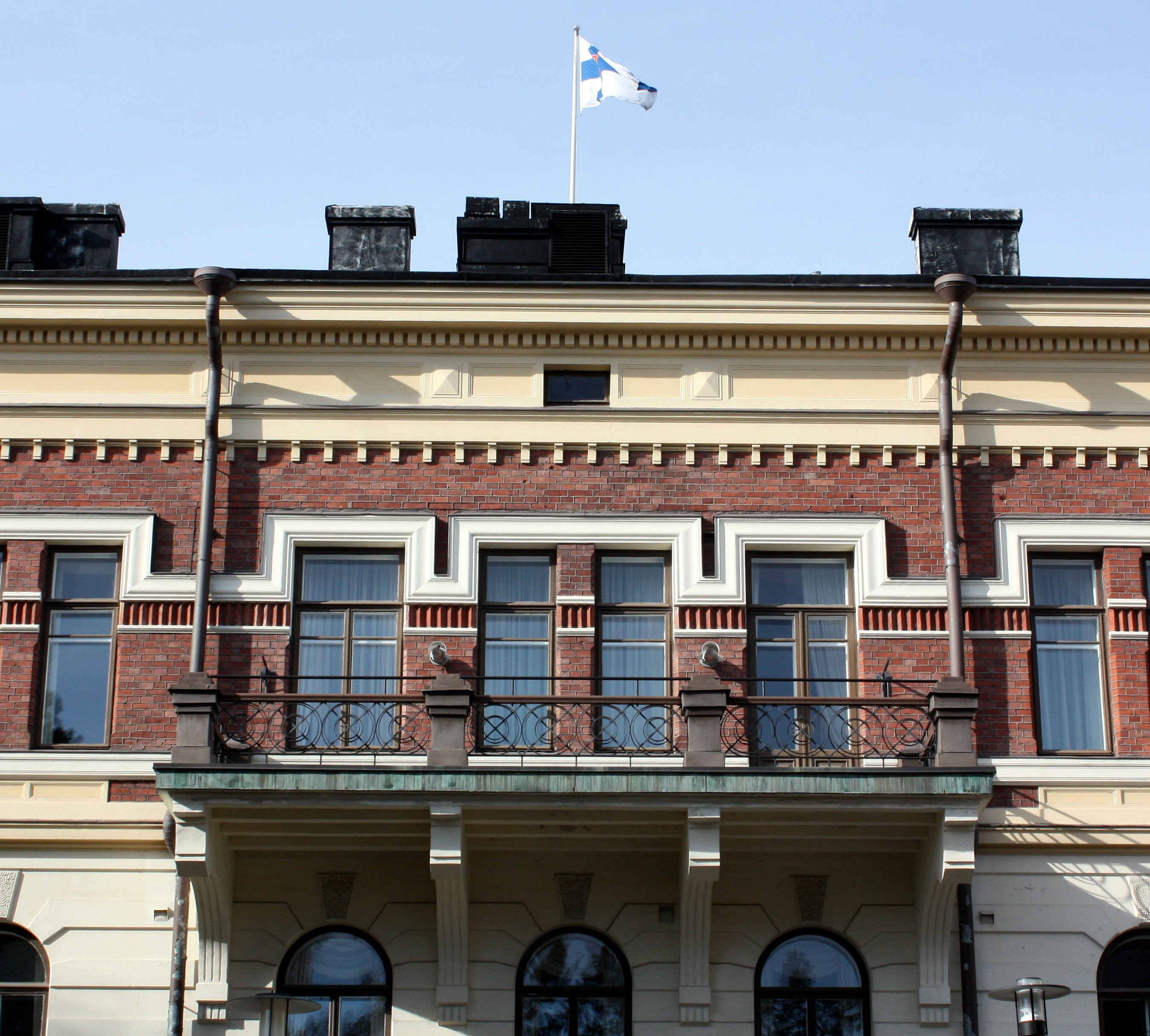
Ancien bâtiment du conseil régional de Oulu, 1890.
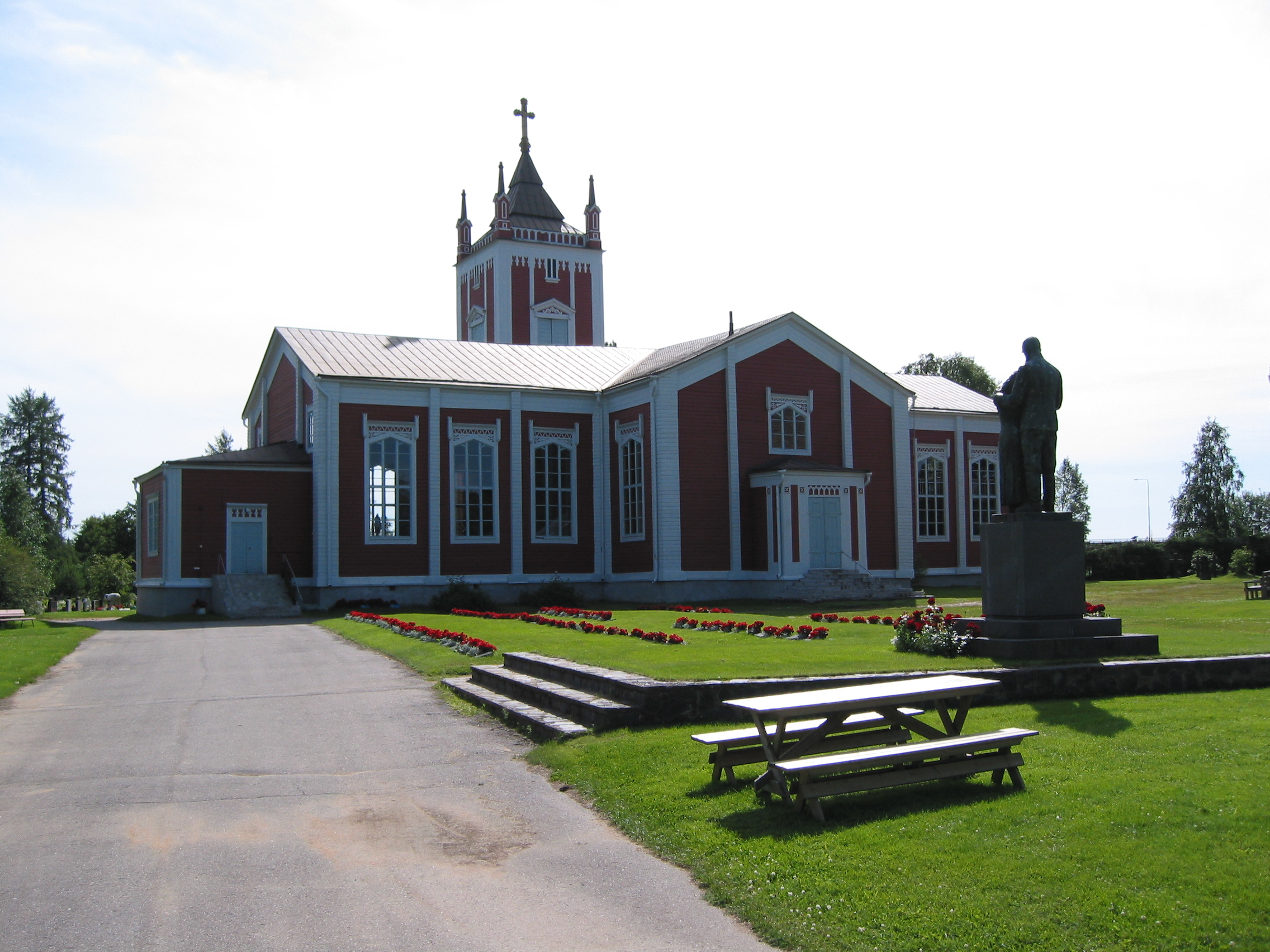
Église de Tervola.
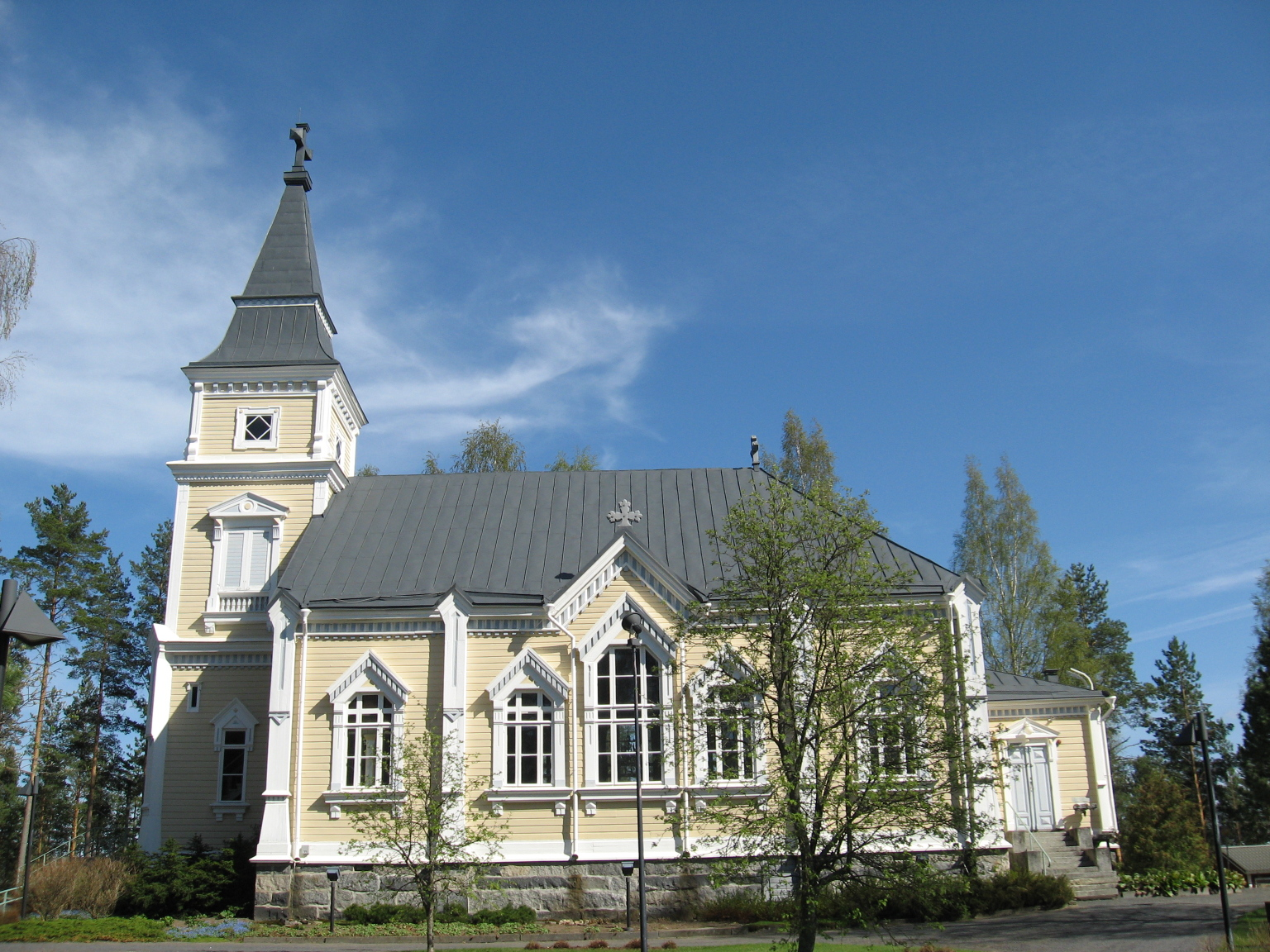
Église de Toivakka.